# فخرآباد (سیرجان، یک)
'فخرآباد۱ روستایی در دهستان شریف‌آباد بخش مرکزی شهرستان سیرجان استان کرمان ایران است.

## جمعیت
بر پایه سرشماری عمومی نفوس و مسکن در سال ۱۳۹۵ جمعیت این مکان ۱٬۸۲۶ نفر (۵۰۰خانوار) بوده‌است.